# Proceratium pergandei
Proceratium pergandei är en myrart som först beskrevs av Carlo Emery 1895.  Proceratium pergandei ingår i släktet Proceratium och familjen myror. Inga underarter finns listade i Catalogue of Life.

## Bildgalleri

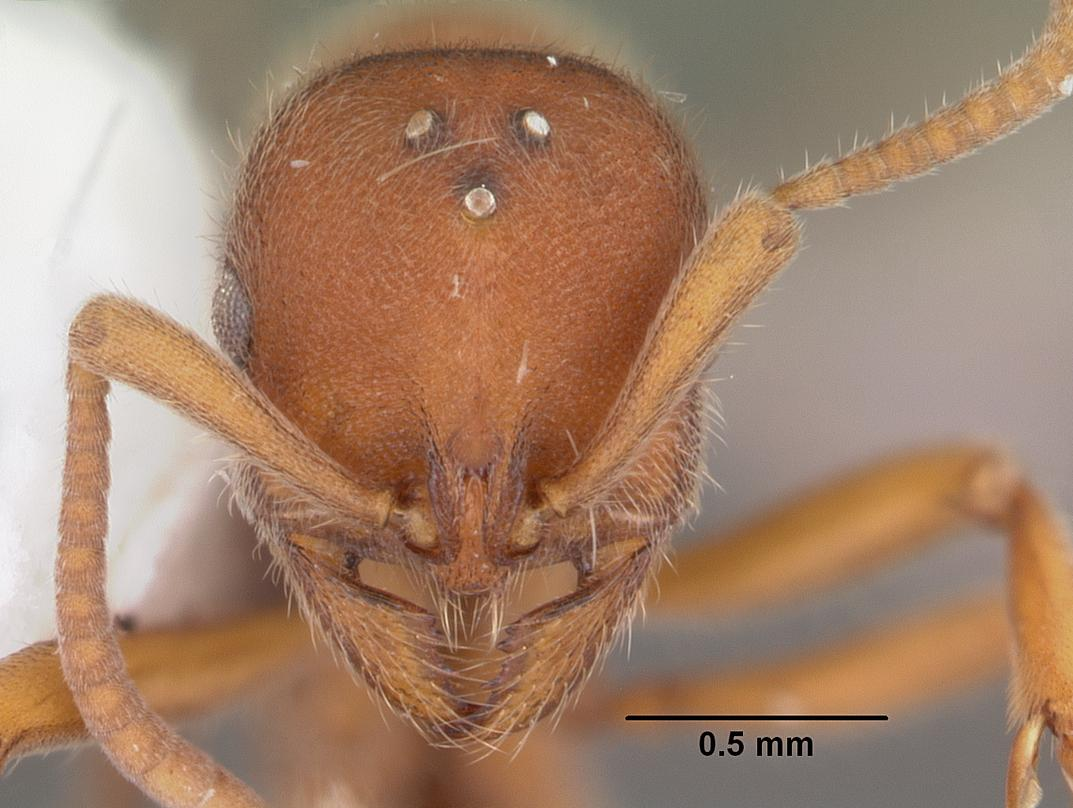
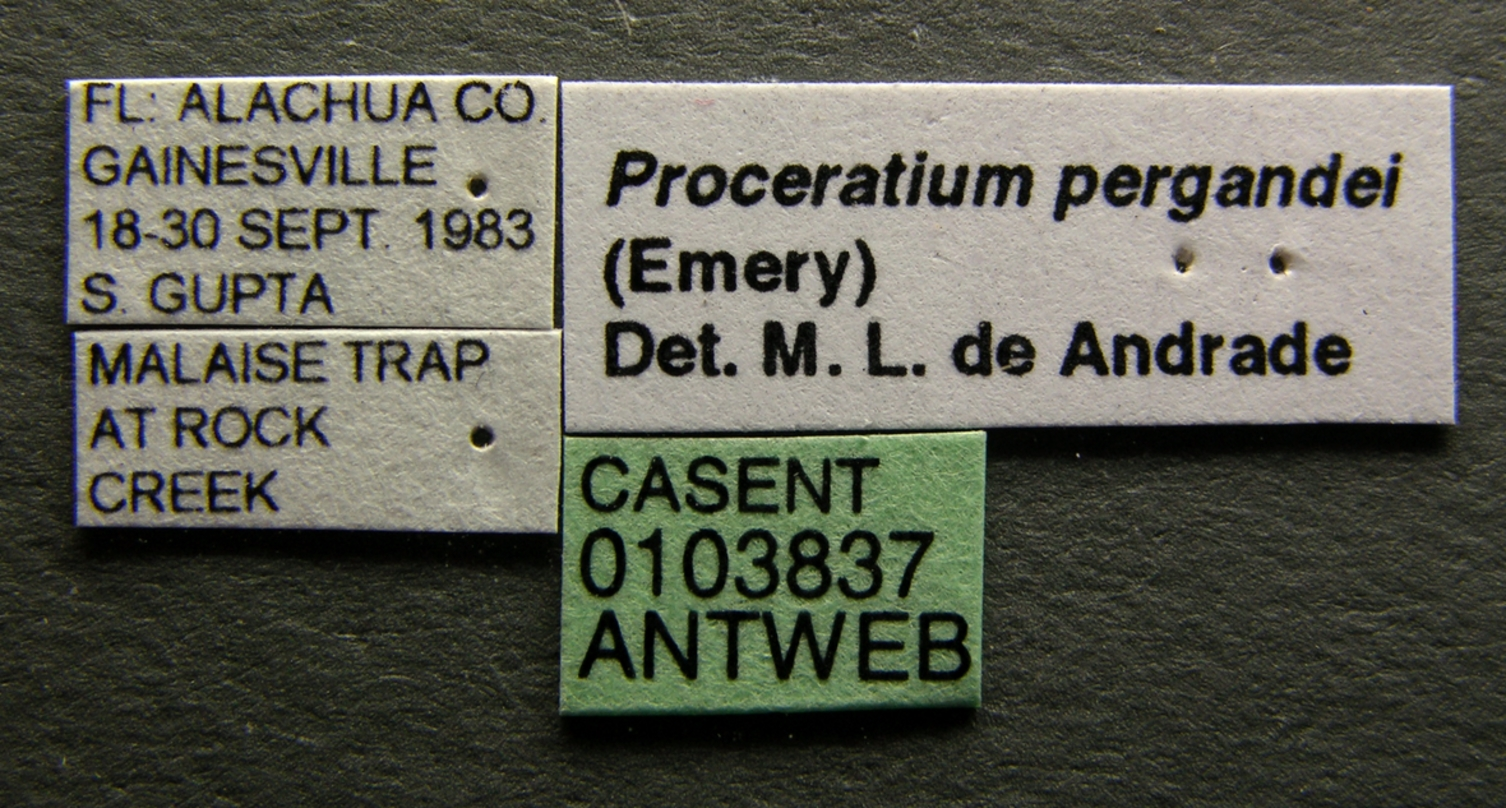
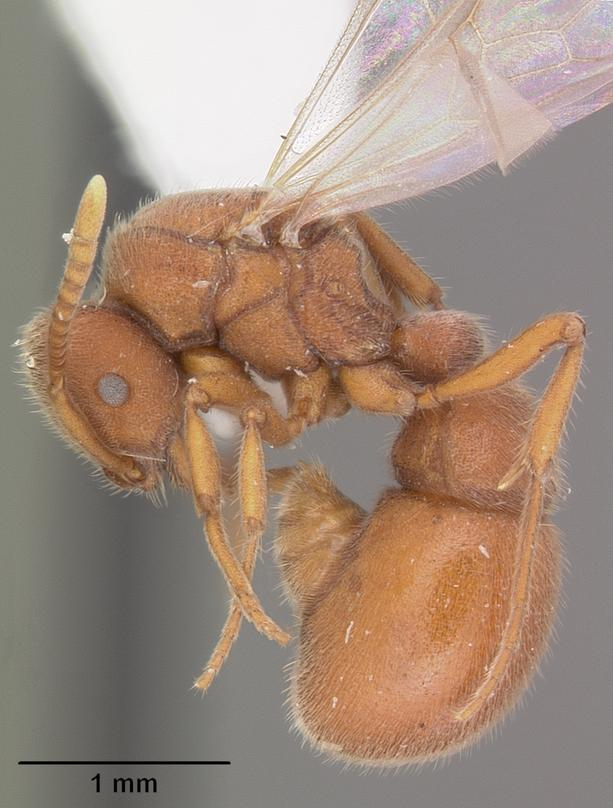
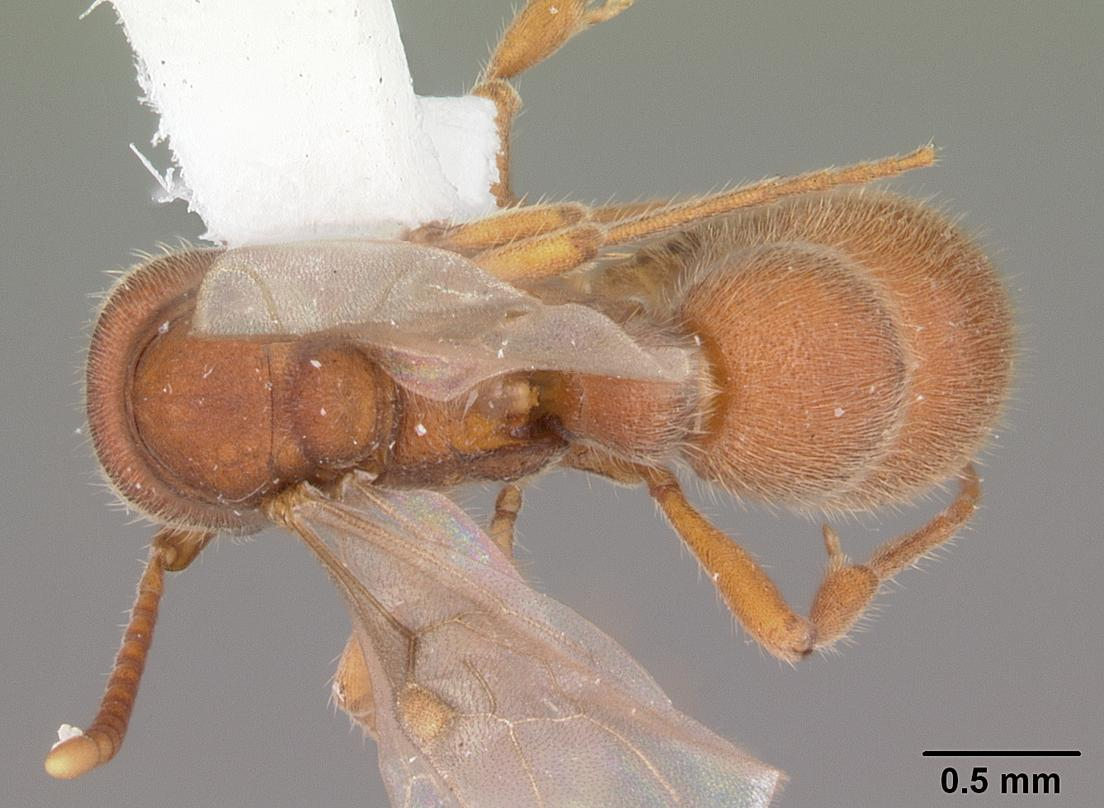
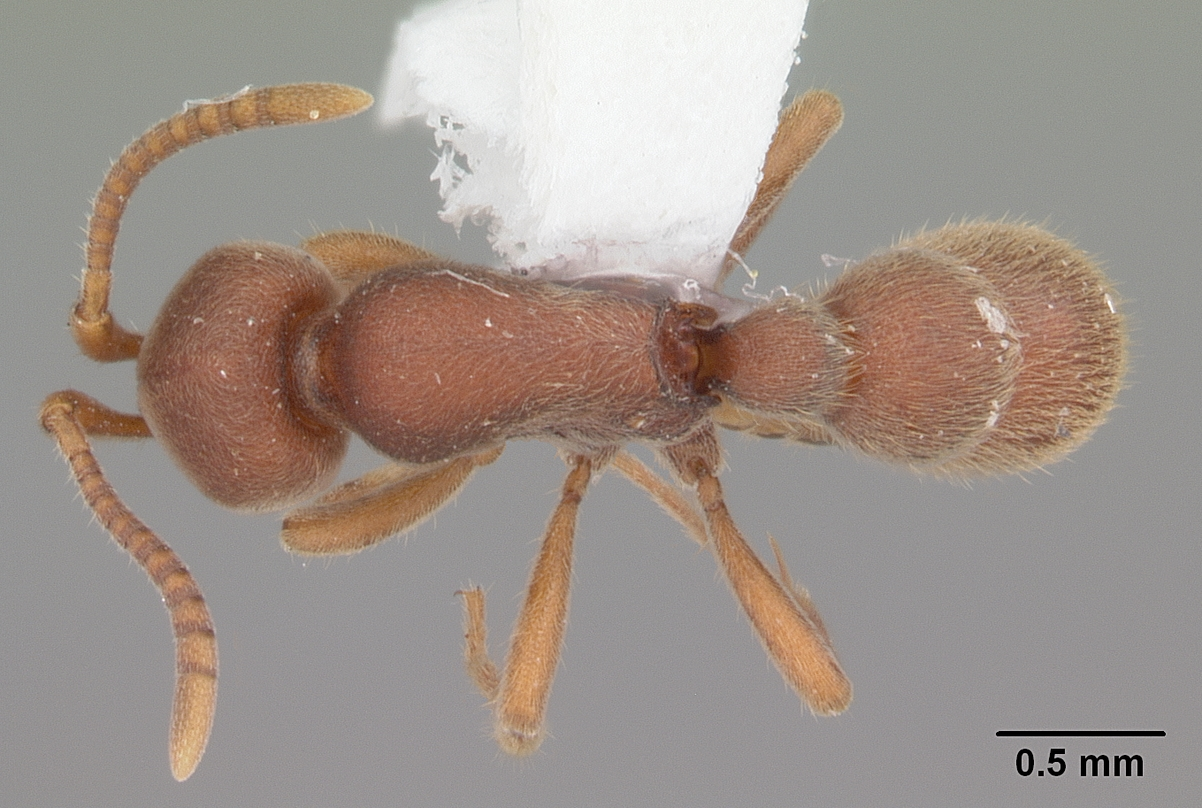
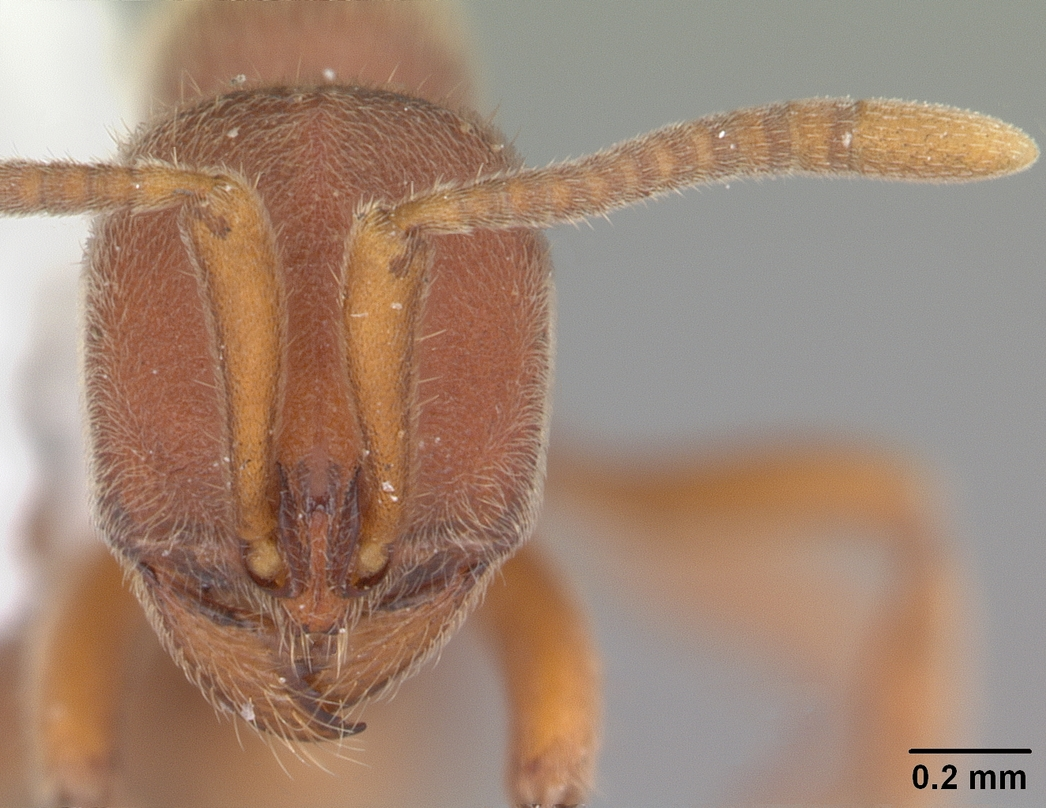